# Země Moravská

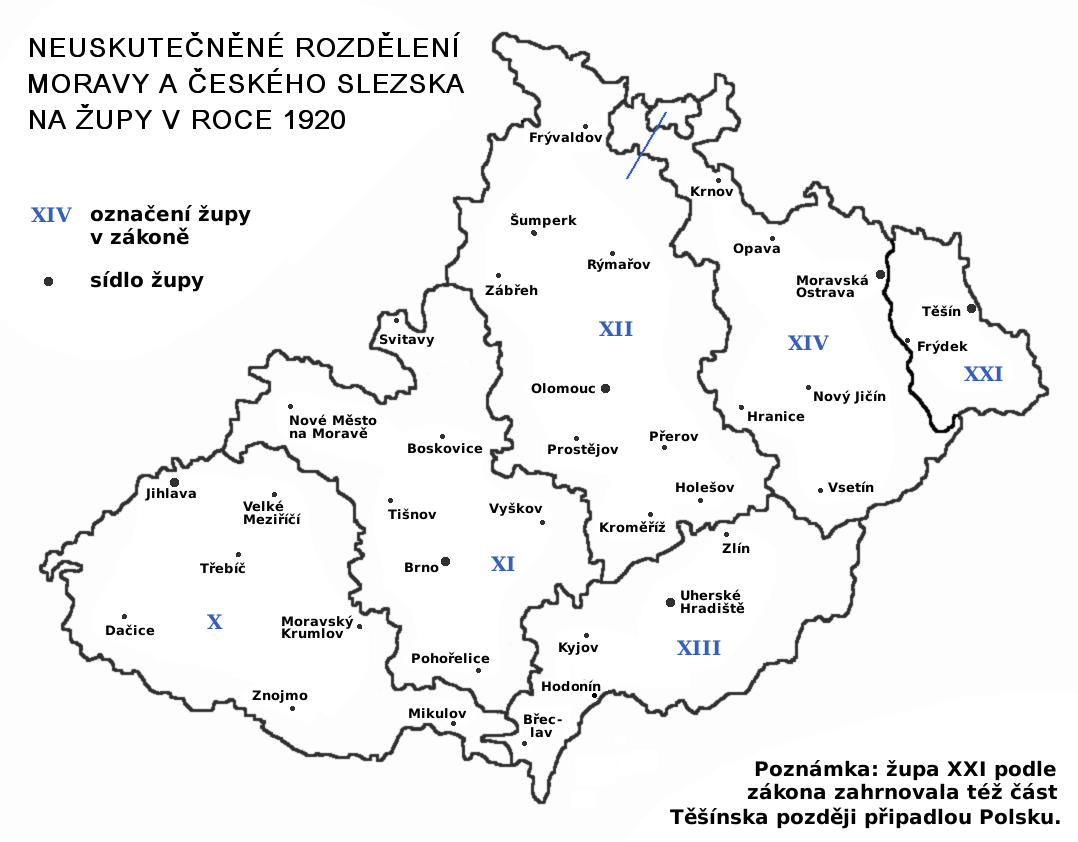
Neuskutečněný návrh na rozdělení Moravy a Českého Slezska na župy z roku 1920

Země Moravská byl v období od roku 1918 do 30. listopadu 1928 oficiální název Moravy, jako jedné ze zemí první Československé republiky. Země Moravská byla republikánským nástupcem Moravského markrabství, avšak na rozdíl od něj již neměla autonomii ani zemský sněm, ale zůstaly jí její dosavadní zemské zákony, pokud nebyly zrušeny. Země Moravská byla spravována zemským výborem a zemskou správou politickou (zemský úřad) v čele s jejím prezidentem. Po vzniku ČSR stál v čele Moravy dosavadní správce Jan Černý, a to až do reformy roku 1928. Právně, daňově a též i v oblasti školství, podléhaly zemi Moravské i moravské enklávy ve Slezsku, které však byly spravovány orgány země Slezské a Slezsku podléhaly také soudně.

## Morava po roce 1918
Po vzniku Československa 28. října 1918 vyhlásili 29. a 30. října němečtí poslanci v pohraničí odbojné autonomní celky požadující nezávislost na Československu a připojení k Německému Rakousku. Na území Moravy zasahovaly tyto celky:
- Sudetenland – severovýchod Čech včetně Orlických hor, severozápad Moravy a západ českého Slezska, s centrem v Opavě.
- Německá jižní Morava (Deutschsüdmähren) – jih Moravy s centrem ve Znojmě. Představitelé tohoto celku deklarovali spojitost s Dolním Rakouskem.

Československo obnovilo územní integritu s těmito celky bleskovou vojenskou akcí, při níž byly během listopadu a prosince 1918 tyto celky prakticky bez odporu obsazeny a přestaly existovat.
Definitivní ústava Československé republiky, přijatá 29. února 1920, se postavila proti stávajícímu zemskému zřízení. Zákonodárnou moc svěřila dvoukomorovému Národnímu shromáždění Republiky Československé, složenému z poslanecké sněmovny a senátu a potvrdila neexistenci zemských sněmů. Tatáž ústava také navrhla nové administrativní členění státu na menší župy, které by zcela nahradily stávající členění na země. Župy v Československu pak určil zákon č. 126/1920 Sb. „o zřízení župních a okresních úřadů v republice Československé“ přijatý téhož dne. Hranice Moravy s Čechami a někdejším Uherskem by však byly i nadále plně respektovány. Toto členění kvůli velkému odporu veřejnosti nakonec vůbec nevstoupilo v platnost a tak země Moravská i nadále existovala.

## Hranice a rozloha Moravy
Do 30. července 1920 byly zemské hranice Moravy identické jako hranice Markrabství moravského v roce 1918, od 31. července 1920 pak bylo území Moravy rozšířeno připojením dosud dolnorakouského Valticka. Došlo tím k rozšíření území spravovaného moravskými orgány (to znamená bez moravských enkláv) na 22 315,12 km². S moravskými enklávami pak měla rozlohu 22 623,41 km² (moravské enklávy měly rozlohu 308,29 km²). K 1. lednu 1925 na základě vládního nařízení č. 315/1924 Sb. z. a n. ze 23. listopadu 1924, naopak Morava ztratila katastrální území Nedvězíčko (to mělo tehdy nepatrně odlišné hranice a rozlohu 78,2441 ha), které bylo začleněno do země České, čímž se rozloha Moravy zmenšila na 22 314,34 km² (bez území moravských enkláv; s nimi pak její rozloha činila 22 622,63 km²). Roku 1925 pak byl k Československu a zároveň k Moravě připojen Dyjský trojúhelník a došlo k rozšíření Valticka, roku 1926 bylo na úkor tehdejší dolnorakouské obce Kleinschweinbarth rozšířeno území Mikulova. Rozloha správního obvodu moravských orgánů (to znamená Moravy bez moravských enkláv ve Slezsku) činila pak 22 384,1 km², celková rozloha Moravy (to znamená včetně moravských enkláv) pak tedy činila 22 692,39 km².

## Správní členění
- 36 politických okresů: Boskovice, Brno-venkov, Dačice, Hodonín, Holešov, Hranice, Hustopeče, Jihlava, Kroměříž, Kyjov, Litovel, Mikulov, Místek, Moravská Ostrava, Moravská Třebová, Moravské Budějovice, Moravský Beroun, Moravský Krumlov, Nové Město na Moravě, Nový Jičín, Olomouc-venkov, Prostějov, Přerov, Rýmařov, Šternberk, Šumperk, Tišnov, Třebíč, Uherské Hradiště, Uherský Brod, Valašské Meziříčí, Velké Meziříčí, Vsetín, Vyškov, Zábřeh, Znojmo

- a 6 statutárních měst: zemské hlavní město Brno, Jihlava, Kroměříž, Olomouc, Uherské Hradiště, Znojmo.

## Nejvyšší zemští představitelé

### Přednosta prezidia místodržitelství
- Jan Černý (1918–1919)

### Správce zemské správy politické
- Jan Černý (1919–1920)

### Prezident zemské správy politické
- Jan Černý (1920–1927)

## Zánik Moravy jakožto samostatného správního celku
Roku 1927 pak byla po vlně protestů a petičních akcí, opuštěna myšlenka nahradit zemské členění župním. Zákonem ze dne 14. června 1927, č. 125/1927 Sb. z. a n., „o organisaci politické správy“, pak byly s platností od 1. prosince 1928 obnoveny v nové formě zastupitelské orgány zemí, přičemž země Moravská byla spojena se zemí Slezskou do jednotné země Moravskoslezské, čímž jako správní celek zanikla. I poté však na území zrušené země Moravské, jakož i na území bývalých moravských enkláv, platily moravské zemské zákony, pokud nebyly zrušeny.